# Бангладешско-ивуарийские отношения
Бангладешско–ивуарийские отношения относятся к двусторонним дипломатическим отношениям между Бангладеш и Кот-д'Ивуаром. 

## Официальные визиты
В 2010 году бывший министр иностранных дел Бангладеш Мохамед Миджарул Куайес прилетел в Абиджан с официальным визитом.

## Вклад миротворцев из Бангладеша
Бангладешские миротворцы служат в Кот-д'Ивуаре с 2004 года в рамках операции Организации Объединённых Наций в Кот-д'Ивуаре и являются крупнейшим поставщиком войск для этой миссии. Они оказывают услуги в области безопасности и медицинской помощи. В 2008 и 2013 годы миротворцы были награждены медалью ООН. В 2010 году генерал-майор армии Бангладеш Абдул Хафиз был назначен командующим силами миссии ООН в Кот-д'Ивуаре. В 2014 году бангладешские военно-воздушные силы также предоставили войска для миссии, по состоянию на 2014 год в Кот-д'Ивуар были дислоцированы 104 военнослужащих и 3 вертолета Белл-212.

## Сельскохозяйственное сотрудничество
Как было установлено, Кот-д'Ивуар является одной из стран Западной Африки, которая может предоставить бангладешским предприятиям возможность арендовать неиспользуемые культивируемые земли в рамках программ продовольственной безопасности. Предприятия Кот-д'Ивуара также проявили интерес к внедрению бангладешских сельскохозяйственных технологий.

## Экономическое сотрудничество
Бангладешские инвесторы также проявили интерес к созданию предприятий по переработке фруктов в Кот-д'Ивуаре. В качестве бангладешских товаров, пользующихся значительным спросом в Кот-д'Ивуаре, были определены лекарства и одежда.